# Chess.com
Chess.com es un servidor de ajedrez en Internet, un sitio web de noticias y un sitio web de redes sociales. El sitio tiene un modelo freemium en el que algunas funciones están disponibles de forma gratuita y otras para cuentas con suscripciones. El ajedrez en línea en vivo se puede jugar contra otros usuarios en controles diarios, rápidos, blitz o de bala, con varias variantes de ajedrez disponibles.
Una de las plataformas de ajedrez más grandes del mundo, Chess.com ha organizado torneos en línea que incluyen Titled Tuesdays, PRO Chess League, Speed Chess Championships, PogChamps y eventos de computadora contra computadora.

## Historia
- 1995: el dominio Chess.com fue creado originalmente por Aficionado, una empresa con sede en Berkeley, California, para vender un software de tutoría de ajedrez llamado "Chess Mentor".[3]
- 2005: el empresario de Internet Erik Allebest y su socio Jarom ("Jay") Severson compraron el nombre de dominio y formaron un equipo de desarrolladores de software para volver a desarrollar el sitio como un portal de ajedrez.
- 2007: el sitio fue relanzado.[1] El sitio fue muy promocionado a través de las redes sociales.
- 2009: Chess.com anunció la adquisición de un sitio de red social de ajedrez similar, chesspark.com. Los fundadores de Chesspark, Jack Moffitt y Brian Zisk, se habían mudado para trabajar en una startup de búsqueda web.[4]
- Octubre de 2013: Chess.com adquirió el sitio de noticias de ajedrez con sede en Ámsterdam chessvibes.com, que brindaba cobertura para los torneos de ajedrez. Fue fundado y es propiedad del periodista de ajedrez holandés Peter Doggers en febrero de 2006.[5][6]
- 2014: el sitio anunció que se habían jugado más de mil millones de juegos en vivo en el sitio, incluidos 100 millones de juegos por correspondencia.[7]
- Enero de 2016: Chess.com anunció "v3", la revisión de dos años de su interfaz anterior. El sitio introdujo nuevas funciones, incluido el análisis informático de los juegos y las variantes de ajedrez de crazyhouse, three-check chess, king of the hill, chess960 y bughouse.[8]
- Junio de 2017: se jugó el juego 2,147,483,647 (= 231-1), lo que provocó que la aplicación iOS dejara de funcionar para aquellos con dispositivos Apple de 32 bits. Esto ocurrió debido a un problema de desbordamiento de enteros por el cual el número era demasiado grande para ser representado en la cantidad de bits de almacenamiento que se usaban.[9][10][11]
- Mayo de 2018: Chess.com anunció que había adquirido Komodo, el motor de ajedrez comercial con más de 3300 Elo, y luego ocupó el tercer lugar detrás de Stockfish y Houdini.[12] En conjunto, el equipo de Komodo anunció la adición del método probabilístico de aprendizaje automático de búsqueda de árbol de Monte Carlo, los mismos métodos utilizados por los proyectos de ajedrez recientes AlphaZero y Leela Chess Zero.[13]
- Noviembre de 2020: Chess.com adquirió los derechos para transmitir el Campeonato Mundial de Ajedrez 2021, que se transmite en la plataforma de transmisión en vivo Twitch.[14]

## Torneos y eventos

### Campeonatos de velocidad de ajedrez
Chess.com ha celebrado seis Speed Chess Championships desde 2016, todos con un torneo de eliminación simple que presenta a algunos de los mejores jugadores del mundo en partidas que continúan en la línea del formato Death Match, con la adición de una partida de ajedrez 960 cada vez. Nakamura ha ganado cuatro campeonatos, mientras que Carlsen ha ganado dos.
|      | Ganador         | Subcampeón             | Puntuación final | Fondo de premios |
| ---- | --------------- | ---------------------- | ---------------- | ---------------- |
| 2016 | Magnus Carlsen  | Hikaru Nakamura        | 14.5–10.5        | $40,000          |
| 2017 | Magnus Carlsen  | Hikaru Nakamura        | 18–9             | $50,000          |
| 2018 | Hikaru Nakamura | Wesley So              | 15.5–12.5        | $55,000          |
| 2019 | Hikaru Nakamura | Wesley So              | 19.5–14.5        | $50,000          |
| 2020 | Hikaru Nakamura | Maxime Vachier-Lagrave | 18.5–12.5        | $100,000         |
| 2021 | Hikaru Nakamura | Wesley So              | 23–8             | $100,000         |

## Reacción a la invasión rusa de Ucrania en 2022
Después de publicar dos artículos que criticaban la Invasión rusa de Ucrania de 2022 y reemplazar las banderas rusas con un enlace a uno de estos artículos, Chess.com fue bloqueado en Rusia. El sitio había bloqueado a Serguéi Kariakin por su apoyo a la invasión, y Karjakin a su vez apoyó el bloqueo del sitio web por parte de Rusia.